# Guy Hecker
Guy Jackson Hecker (né le 3 avril 1856 et mort le 3 décembre 1938) était un lanceur américain en Major League Baseball. Il est né à Youngsville, en Pennsylvanie. Son premier match a eu lieu le 2 mai 1882. Son dernier match eut lieu le 30 septembre 1890. Au cours de sa carrière, il a joué pour les Louisville Eclipse / Colonels et les Pittsburgh Alleghenys. Hecker est considéré par certains historiens du baseball comme le meilleur lanceur et frappeur à jouer au 19e siècle. Il reste l'un des deux seuls lanceurs de l'histoire de la Ligue majeure à avoir réussi trois circuits en un seul match, aux côtés de Jim Tobin, et le seul lanceur à remporter un titre au bâton. De plus, il est le seul lanceur de l'histoire du baseball à obtenir six coups sûrs en neuf manches.
Hecker a été le deuxième lanceur de l'histoire de l' Association américaine à lancer un sans buteur. Il l'a fait en tant que recrue à Louisville le 19 septembre 1882. Il a également établi un record du WHIP de 0,77, qui est resté le record de la MLB jusqu'en 2000, quand il a été battu par la marque de 0,74 de Pedro Martínez; pourtant la marque de Hecker reste le record de recrue. En 1884, Hecker a remporté la version lancée de la triple couronne en compilant 52 victoires, une moyenne de points gagnés de 1,85 et 385 retraits au bâton. En 1886, il a remporté le titre au bâton en frappant 0,341 pour la saison. Il a terminé sa carrière en 1890 en gérant et en jouant pour les Pittsburgh Alleghenys.
Hecker est mort à Wooster, Ohio, et a été enterré au cimetière de Wooster.

## Voir également
- Liste des champions au bâton de la Ligue majeure de baseball